# جيمس شو (سياسي نيوزلندي)
جيمس شو (بالإنجليزية: James Shaw)‏ هو سياسي نيوزلندي، ولد في 6 مايو 1973 في ويلينغتون في نيوزيلندا. حزبياً، نشط في حزب الخضر في أوتياروا. وقد انتخب عضو مجلس النواب النيوزيلندي وقد انضم خلال فترته النيابية ‏ للكتلة البرلمانية حزب الخضر في أوتياروا.